# 生宝路金宅
29°53′19.66″N 121°33′33.72″E / 29.8887944°N 121.5593667°E
生宝路金宅位于浙江省宁波市江北区生宝路6弄1至3号，为三座并列相连的近代石库门建筑，建筑结构相似。三座建筑均为二合院，主楼面阔五间，两侧有厢房。2023年9月1日被列入宁波市文物保护单位。